# Família romano-germânica de direitos
A família romano-germânica de direitos, ou família do direito civil, é a família de ordenamentos jurídicos mais difundida no mundo. Os direitos que a integram traçam suas origens até o direito romano, tal como interpretado pelos glosadores a partir do século XI e sistematizado pelo fenômeno da codificação em direito, a partir do século XVIII. Seu âmbito ultrapassa largamente as fronteiras do antigo Império Romano e se encontra presente em quase todos os países americanos e europeus, Ásia Central, Leste e Sudeste Asiático, alguns países do Oriente Próximo e em uma grande parte da África.

## Formação

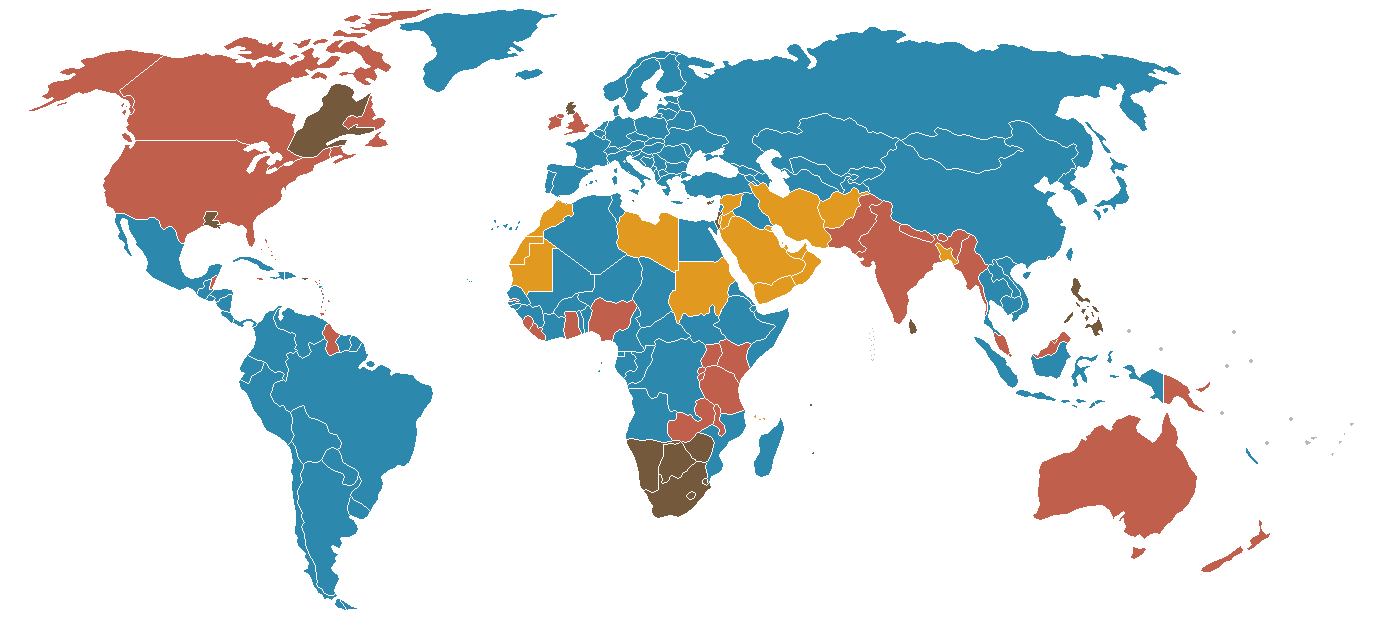
Em vermelho: países do Common Law. Em Azul: direito civil. Em alaranjado: lei islâmica ou Sharia. Marrom: sistemas mistos (neerlandês, common law e direito civil).

É um sistema jurídico originário da Europa continental e adotado em grande parte do mundo. O sistema de direito civil é intelectualizado dentro da estrutura do direito romano e com princípios fundamentais codificados em um sistema referencial, que serve como fonte primária do direito. O sistema de direito civil é frequentemente contrastado com o sistema de direito comum (common law), que se originou na Inglaterra medieval, cuja estrutura intelectual historicamente veio de jurisprudência não codificada feita por juízes e dá autoridade precedente a decisões judiciais anteriores.
No direito romano, foi formada uma legislação completa regida pela razão e o dever.  Diante da lei o homem era considerado cidadão, e não havia qualidade mais alta, e quem não podia alcançar esse atributo eram os escravos, estavam fora da comunhão do mundo social, tinham a fraqueza de mulher, e não lhe era dado libar o vinho as garantias políticas. As instituições romanas prendem-se a um organismo posto em jogo pelo princípio do egoísmo, provado pelo fato de que nunca perdem de vista os laços que prendem o indivíduo ao todo.
Em diversos países de tradição romano-germânica, o direito é organizado em códigos, cujos exemplos principais são os códigos civis francês e alemão (Código Napoleônico e Bürgerliches Gesetzbuch, respectivamente).  É portanto típico deste sistema o caráter escrito do direito. Pertencem à família romano-germânica os direitos de toda as Américas, com exceção dos Estados Unidos, Canadá, Belize, Guiana e em grande parte dos países caribenhos, de toda a Europa continental, de quase toda a Ásia (exceto no Subcontinente Indiano e em partes do Oriente Médio e Sudeste Asiático) e de cerca de metade da África, além de alguns países insulares da Oceania. Os direitos de Portugal, Brasil e de toda a lusofonia integram a família romano-germânica.
Outra característica dos direitos de tradição romano-germânica é a generalidade das normas jurídicas, que são aplicadas pelos juízes aos casos concretos. Difere portanto do sistema jurídico anglo-saxão (Common law), que infere normas gerais a partir de decisões judiciais proferidas a respeito de casos individuais. O direito brasileiro é considerado uma fusão entre o direito romano-germânico (civil law) e o direito norte-americano (common law), tendo em vista que a constituição brasileira foi herdada do sistema norte-americano, sendo baseada no common law na qual possibilita a formalização da teoria do judge-made law (jurisprudência), enquanto o Brasil adotou também a tradição romano-germânica do civil law, onde a construção do direito se baseia unicamente pelo legislador (code-based legal systems).
Historicamente, uma lei civil é o grupo de ideias e sistemas jurídicos derivados do Corpus Juris Civilis , mas fortemente sobrepostos por práticas napoleônicas, germânicas, canônicas, feudais e locais, bem como correntes doutrinárias como a lei natural (direito natural), codificação e positivismo jurídico.  Conceitualmente, o direito civil procede de abstrações, formula princípios gerais e distingue regras substantivas de regras processuais.  Tem jurisprudência secundária e subordinada ao direito estatutário. O direito civil é muitas vezes associado ao sistema inquisitorial, mas os termos não são sinônimos.
Existem diferenças fundamentais entre um estatuto e um código. As características mais pronunciadas dos sistemas civis são seus códigos legais , com textos concisos e amplamente aplicáveis que normalmente evitam cenários factualmente específicos. Os artigos curtos de um código de direito civil tratam de generalidades e contrastam com os estatutos ordinários, que muitas vezes são muito longos e muito detalhados.

## História
O sistema romano-germânico começou no século XII, quando ocorreu o redescobrimento do Corpus Juris Civilis. A partir daí, esse sistema passou a ser aplicado em países como Itália, Portugal, Espanha, Alemanha (recebida em alta escala), Bélgica e Holanda. Na França, o sistema romano-germânico foi admitida apenas como razão escrita e havia um equilíbrio entre os juízes, que uniformizavam os costumes por meio de decisões, os professores que ensinavam o sistema romano-germânico e os reis, que desempenhavam função de legisladores. Quando ocorreu a Revolução Francesa, leis e códigos ficaram "em primeiro lugar".
O direito civil é por vezes referido como direito neo-romano, direito romano-germânico ou direito continental. A expressão "direito civil" é uma tradução do latim jus civile, ou "direito dos cidadãos", que era o termo imperial tardio para seu sistema jurídico, em oposição às leis que regem os povos conquistados (jus gentium); daí o título Corpus Juris Civilis do Código Justiniano. Os praticantes do direito civil, no entanto, tradicionalmente se referem ao seu sistema em um sentido amplo como jus commune. O sistema de direito civil é o sistema de direito mais difundido no mundo, em vigor de várias formas em cerca de 150 países. Ele se baseia fortemente no direito romano, sem dúvida o sistema jurídico conhecido mais intrincado antes da era moderna.
Nos sistemas jurídicos de direito civil onde existem códigos, a fonte primária do direito é o código de direito, uma coleção sistemática de artigos inter-relacionados,  organizados por assunto em alguma ordem pré-especificada. Os códigos explicam os princípios da lei, direitos e prerrogativas, e como funcionam os mecanismos legais básicos. O objetivo da codificação é fornecer a todos os cidadãos os costumes e a coleção escrita das leis que se aplicam a eles e que os juízes devem seguir. Códigos de lei são leis promulgadas por uma legislatura, mesmo que sejam em geral muito mais longas do que outras leis. Em vez de um compêndio de estatutos ou catálogo de jurisprudência, o código estabelece princípios gerais como regras de direito. Outros sistemas jurídicos importantes no mundo incluem o direito consuetudinário, o direito islâmico, a halakha e o direito canônico.
Ao contrário dos sistemas de direito consuetudinário, ou seja, baseados em costumes, as jurisdições de direito civil lidam com a jurisprudência independentemente de qualquer valor precedente. Os tribunais de direito civil geralmente decidem casos usando disposições codais caso a caso, sem referência a outras decisões judiciais (mesmo superiores).  Na prática real, um grau crescente de precedentes está se insinuando na jurisprudência do direito civil, e geralmente é visto nos mais altos tribunais de muitas nações.  Enquanto a típica decisão da Suprema Corte francófona é curta, concisa e desprovida de explicação ou justificativa, na Europa Germânica, as Supremas Cortes podem e tendem a redigir opiniões mais longas, apoiadas por raciocínio jurídico. Uma linha de decisões de casos semelhantes, embora não sejam precedentes per se , constituem jurisprudência constante . Embora as jurisdições de direito civil confiem pouco nas decisões judiciais, elas tendem a gerar um número fenomenal de pareceres jurídicos relatados. No entanto, isso tende a ser descontrolado, uma vez que não há exigência estatutária de que qualquer caso seja relatado ou publicado em um relatório de lei, exceto para os conselhos de estado e tribunais constitucionais. Com exceção dos tribunais superiores, todas as publicações de pareceres jurídicos são não oficiais ou comerciais.

## Subespécies
Os sistemas de direito civil podem ser divididos em:
- aqueles em que o direito romano, de alguma forma, ainda é direito vivo, mas não houve tentativa de criar um código civil: Andorra e San Marino.
- aqueles com sistemas mistos não codificados nos quais o direito civil é uma fonte acadêmica de autoridade, mas o direito comum também é influente: Escócia e países de direito romano-holandês (África do Sul, Zimbábue, Sri Lanka e Guiana).[9]
- aqueles com sistemas mistos codificados em que o direito civil é a lei de fundo, mas tem seu direito público fortemente influenciado pelo direito comum: Porto Rico, Filipinas, Quebec e Louisiana.[9]
- os sistemas jurídicos escandinavos, que são de caráter híbrido, pois seu direito de fundo é uma mistura de direito civil e direito consuetudinário escandinavo e foram parcialmente codificados. Da mesma forma, as leis das Ilhas do Canal (Jersey, Guernsey, Alderney, Sark) misturam o direito consuetudinário normando e o direito civil francês.[9]
- aqueles com códigos abrangentes que excedem um único código civil, como Brasil, França, Alemanha, Grécia, Itália, Japão, México, Rússia, Espanha: é esta última categoria que normalmente é considerada típica dos sistemas de direito civil.[9]

### Códigos civis proeminentes
Um exemplo proeminente de um código de direito civil é o Código Napoleônico (1804), em homenagem ao imperador francês Napoleão . O código napoleônico compreende três componentes: o direito das pessoas, direito de propriedade e a lei comercial. Outro código civil de destaque é o Código Civil Alemão (Bürgerliches Gesetzbuch ou BGB), que entrou em vigor no império alemão em 1900.  O Código Civil Alemão é altamente influente, inspirando os códigos civis em países como Japão, Coreia do Sul e Suíça (1907). Está dividido em cinco partes:  1. A Parte Geral, abrangendo definições e conceitos, como direitos pessoais e personalidade jurídica.2. Obrigações, incluindo conceitos de dívida, venda e contrato; 3. Direito das Coisas (direito de propriedade), incluindo bens imóveis e móveis; 4. Relações domésticas (direito de família); e 5.Sucessão (direito de propriedade, quando do falecimento de um indivíduo).
O Brasil passou a adotar um Código Civil apenas em 1916, com a publicação da Lei n° 3.071 do mesmo ano. O atual Código Civil brasileiro (Lei 10.406 de 10 de janeiro de 2002) encontra-se em vigor desde 11 ou 12 de janeiro de 2003, após o cumprimento de sua vacatio legis de um ano.

## Romano versus anglo-saxão
Os principais sistemas jurídicos vigentes hoje no mundo são o sistema romano-germânico e o sistema anglo-saxão, e eles contrastam historicamente pela permanência da tradição oral do segundo, e pelo imperativo da escrita no primeiro. Resquício prático destas tradições, hoje ambas predominantemente escritas, é a importância do "caso precedente", ou seja, o processo que dá origem a novas regras. No sistema anglo-saxão julgamentos locais e específicos (casos "inéditos") costumam dar origem a novas regras, ao passo que no sistema romano-germânico existem competências distintas e mais rígidas entre o julgar (Poder Judiciário) e o legislar (Poder Legislativo). O direito civil tem como principal inspiração o direito romano clássico (1-250 d.C), e em particular o direito justiniano (século VI d.C), e expandido e desenvolvido ainda mais no final da Idade Média sob a influência do direito canônico.  As doutrinas do Código Justiniano forneceram um modelo sofisticado para contratos, regras de procedimento, direito de família, testamentos e um forte sistema constitucional monárquico.  O direito romano foi recebido de forma diferente em diferentes países. Em alguns entrou em vigor através de ato legislativo, ou seja, tornou-se lei positiva (escrita), enquanto em outros foi difundido na sociedade por juristas e estudiosos cada vez mais influentes.
O direito romano continuou sem interrupção no Império Bizantino até sua queda final no século XV. No entanto, dadas as múltiplas incursões e ocupações das potências da Europa Ocidental no final do período medieval, suas leis foram amplamente implementadas no Ocidente. Foi recebido pela primeira vez no Sacro Império Romano em parte porque era considerado direito imperial, e se espalhou na Europa principalmente porque seus alunos eram os únicos advogados treinados. Tornou-se a base da lei escocesa, embora parcialmente rivalizada pela lei normanda feudal recebida. Na Inglaterra, foi ensinado academicamente nas universidades de Oxford e Cambridge, mas subjaz apenas a sucessões e o direito matrimonial, na medida em que ambos foram herdados do direito canônico, e o direito marítimo, adaptado da lex mercatoria através do comércio de Bordeaux.
Consequentemente, nenhuma das duas ondas de influência romana dominou completamente na Europa. O direito romano era uma fonte secundária que era aplicada apenas quando os costumes e leis locais eram encontrados em falta sobre um determinado assunto. No entanto, depois de um tempo, mesmo o direito local passou a ser interpretado e avaliado principalmente com base no direito romano, uma vez que era uma espécie de tradição jurídica europeia comum e, portanto, influenciava a principal fonte do direito. Eventualmente, o trabalho de glosadores e comentaristas civis levou ao desenvolvimento de um corpo jurídico comum e de escrita sobre o direito, uma linguagem jurídica comum e um método comum de ensino e erudição, todos denominados jus commune, ou direito comum à Europa. que consolidou o direito canônico e o direito romano e, em certa medida, o direito feudal.

## Codificação

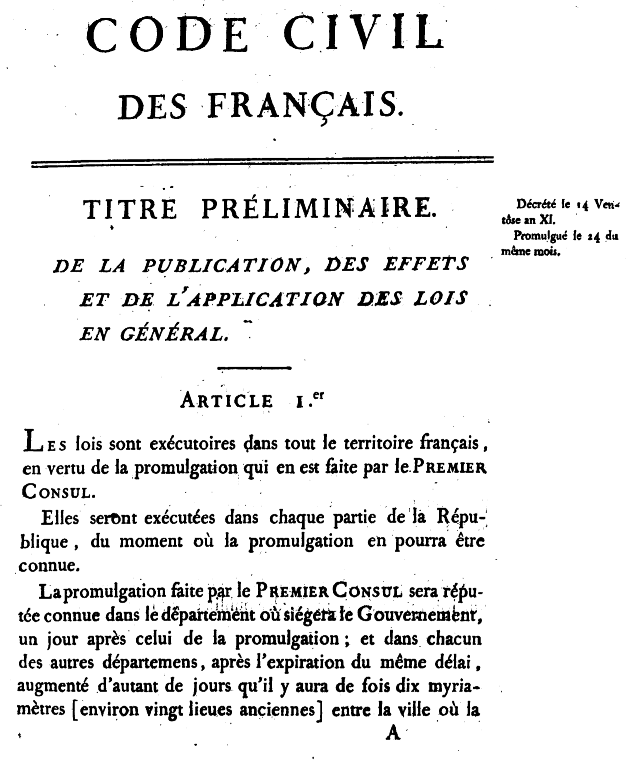
Primeira página do "Code Civil des Français" de 1804, também conhecido como Código Napoleónico, que estabeleceu as bases do direito civil moderno em França e influenciou os sistemas jurídicos de todo o mundo.

Uma característica comum importante do direito civil, além de suas origens no direito romano, é a codificação abrangente do direito romano recebido, ou seja, sua inclusão nos códigos civis. A codificação mais antiga conhecida é o Código de Hamurabi, escrito na antiga Babilônia durante o século XVIII a.C. No entanto, este, e muitos dos códigos que se seguiram, eram principalmente listas de erros civis e criminais e suas punições. A codificação típica dos sistemas civis modernos não apareceu pela primeira vez até o Código Justiniano.
Os códigos germânicos surgiram ao longo dos séculos VI e VII para delinear claramente a lei em vigor para as classes privilegiadas germânicas versus seus súditos romanos e regular essas leis de acordo com o direito popular. Sob a lei feudal, uma série de costumes particulares foram compilados, primeiro sob o império normando (Très ancien coutumier, 1200-1245), depois em outros lugares, para registrar a propriedade senhorial .— e mais tarde regionais — costumes, decisões judiciais e os princípios legais que as sustentam. As aduanas eram encomendadas por senhores que presidiam como juízes leigos aos tribunais senhoriais para se informarem sobre o processo judicial. O uso de costumes de cidades influentes logo se tornou comum em grandes áreas. De acordo com isso, certos monarcas consolidaram seus reinos tentando compilar costumes que serviriam de lei da terra para seus reinos, como quando Carlos VII da França em 1454 encomendou um costume oficial da lei da Coroa. Dois exemplos proeminentes incluem o Coutume de Paris (escrito em 1510; revisado em 1580), que serviu de base para o Código Napoleônico, e o Sachsenspiegel (c. 1220) dos bispados de Magdeburg e Halberstadt que foi usado no norte da Alemanha, Polônia e Países Baixos.
O conceito de codificação foi desenvolvido durante os séculos XVII e XVIII d.C, como uma expressão tanto da lei natural quanto das ideias do Iluminismo. Os ideais políticos daquela época eram expressos pelos conceitos de democracia, proteção da propriedade e estado de direito. Esses ideais exigiam certeza da lei, lei registrada e uniforme. Assim, a mistura de direito romano e direito consuetudinário e local deu lugar à codificação do direito. Além disso, a noção de um estado-nação implicava lei registrada que seria aplicável a esse estado. Houve também uma reação à codificação da lei. Os proponentes da codificação a consideravam conducente à certeza, unidade e registro sistemático da lei; enquanto seus oponentes alegavam que a codificação resultaria no endurecimento da lei.
No final, apesar de qualquer resistência à codificação, a codificação das leis privadas da Europa Continental avançou. As codificações foram concluídas pela Dinamarca (1687), Suécia (1734), Prússia (1794), França (1804) e Áustria (1811). Os códigos franceses foram importados para áreas conquistadas por Napoleão e posteriormente adotados com modificações na Polônia (Ducado de Varsóvia / Congresso Polônia ; Kodeks cywilny 1806/1825), Louisiana (1807), Cantão de Vaud (Suíça; 1819), Holanda (1838), Sérvia (1844), Itália e Romênia (1865), Portugal (1867) e Espanha (1888). Alemanha (1900) e Suíça (1912) adotaram suas próprias codificações. Essas codificações, por sua vez, foram importadas para as colônias uma vez ou outra pela maioria desses países. A versão suíça foi adotada no Brasil (1916) e na Turquia (1926).
Em teoria, os códigos conceituados no sistema de direito civil devem ir além da compilação de estatutos distintos e, em vez disso, estabelecer a lei em uma legislação coerente e abrangente, às vezes introduzindo grandes reformas ou começando de novo.  Nesse sentido, os códigos de direito civil são mais semelhantes aos "Restatements of the Law" (reformulações da lei são um conjunto de tratados sobre assuntos jurídicos que buscam informar juízes e advogados sobre os princípios gerais do direito comum), ao código comercial unificado (Uniform Commercial Code, o qual que se inspirou nas inspirações europeias) e ao "Model Penal Code" (código penal padrão) nos Estados Unidos. Nos Estados Unidos, os estados norte -americanos iniciaram a codificação com o Field Code de Nova York de 1850 (estabelecendo regras de processo civil e inspirado nos códigos europeus e da Louisiana).  Outros exemplos incluem os Códigos da Califórnia (1872), e os estatutos federais revisados (1874) e o atual Código dos Estados Unidos (1926), que estão mais próximos de compilações de estatutos do que de exposições sistemáticas de leis semelhantes aos códigos de direito civil.
Para o sistema jurídico do Japão, começando na Era Meiji, os sistemas jurídicos europeus – especialmente o direito civil da Alemanha e da França – foram os principais modelos de emulação. Na China, o Código Civil Alemão foi introduzido nos últimos anos da dinastia Qing, emulando o Japão. Além disso, formou a base da lei da República da China, que permanece em vigor em Taiwan.  Além disso, Coreia, Taiwan e Manchúria, ex-colônias japonesas, foram fortemente influenciadas pelo sistema legal japonês. Alguns autores consideram o direito civil a base para o direito socialista usado nos países comunistas, que nessa visão seria basicamente o direito civil com a adição de ideais marxistas-leninistas. Mesmo que seja assim, o direito civil era geralmente o sistema jurídico em vigor antes do surgimento do direito socialista, e alguns países do Leste Europeu voltaram ao direito civil pré-socialista após a queda do socialismo, enquanto outros continuaram usando sistemas jurídicos socialistas.

## Diferenças entre os grandes sistemas jurídicos
A tabela abaixo mostra as diferenças essenciais (e, em alguns casos, semelhanças) entre os quatro principais sistemas jurídicos do mundo.
|                                  | Lei comum ou common law | Lei civil ou civil law | lei socialista                                                         | A lei islâmica |
| -------------------------------- | --- | --- | ---------------------------------------------------------------------- | --- |
| Outros nomes                     | Legislação anglo-saxã, anglo-americana, inglesa, britânica, feita por juízes | Continental, romana, romano-germânica, continental europeia | Soviética                                                              | Religiosa, sharia |
| Fonte da lei                     | Jurisprudência, legislação | Legislação | Legislação                                                             | Alcorão |
| Advogados                        | Os juízes atuam como árbitros imparciais; advogados são responsáveis por apresentar o caso | Juízes dominam julgamentos | Juízes dominam julgamentos                                             | Função secundária |
| Qualificações dos juízes         | Advogados de carreira (nomeados ou eleitos) | Juízes de carreira | Burocratas de carreira, membros do partido                             | Formação religiosa e jurídica |
| Grau de independência judicial   | Alto; separado dos poderes executivo e legislativo do governo. | Alto; separado dos poderes executivo e legislativo do governo. | Muito limitado                                                         | Varia de muito limitado a alto |
| Júri                             | Fornecido em nível de teste em algumas jurisdições | Pode julgar em conjunto com juízes em questões criminais graves | Frequentemente usado no nível mais baixo                               | Permitido na escola Maliki, não permitido em outras escolas |
| Papel de formulação de políticas | Tribunais compartilham o poder de equilíbrio | Os tribunais têm poderes iguais, mas separados | Os tribunais estão subordinados ao legislativo                         | Tribunais e outros ramos do governo são teoricamente subordinados à Sharia. Na prática, os tribunais historicamente fizeram a Sharia, enquanto hoje, os tribunais religiosos são geralmente subordinados ao executivo. |
| Exemplos                         | América Anglófona (exceto Louisiana e Quebec), Australásia, Birmânia, Burundi, Ilhas Britânicas (exceto Escócia), Comores, Gâmbia, Gana, Hong Kong, Libéria, Malásia, Malauí, Malta, Nigéria, Quênia, Ruanda, Serra Leoa, Singapura, Sul da Ásia (exceto Bangladesh e Sri Lanka), Tanzânia, Uganda e Zâmbia | África Francófona, África Lusófona, América Hispanófona (exceto Cuba), Argélia, Ásia Central (exceto Afeganistão), Brasil, Egito, Eritreia, Etiópia, Europa Continental (exceto Andorra), Indonésia, Iraque, Leste Asiático (exceto China, Coreia do Norte e Hong Kong), Líbano, Macau, Somália, Sudão do Sul, Sudeste Asiático (exceto Birmânia, Laos, Malásia, Singapura e Vietnã), Tunísia e Turquia | China (exceto Hong Kong e Macau), Coreia do Norte, Vietnã, Laos e Cuba | Afeganistão, Bangladesh, Líbia, Marrocos, Mauritânia, Oriente Médio (exceto Iraque, Israel, Líbano e Turquia), Saara Ocidental e Sudão                                                                                 |

Os sistemas de direito civil (civil law) são principalmente contrastados com o direito comum (common law), que é o sistema jurídico desenvolvido primeiro na Inglaterra e depois entre os povos de língua inglesa do mundo. Apesar de suas diferenças, os dois sistemas são bastante semelhantes do ponto de vista histórico. Ambos evoluíram da mesma maneira, embora em ritmos diferentes. O direito romano subjacente ao direito civil desenvolveu-se principalmente a partir do direito consuetudinário que foi refinado com a jurisprudência e a legislação. O direito canônico refinou ainda mais o procedimento judicial. Da mesma forma, o direito inglês desenvolveu-se a partir do direito consuetudinário anglo-saxão, direito dinamarquês e normando, aperfeiçoado pela jurisprudência e legislação. As diferenças são: (a)  direito romano cristalizou muitos de seus princípios e mecanismos na forma do Código Justiniano, que se baseou em jurisprudência, comentários acadêmicos e estatutos senatoriais; (b) A jurisprudência civil tem autoridade persuasiva, não autoridade vinculativa como sob a lei comum.
A codificação , no entanto, não é de forma alguma uma característica definidora de um sistema de direito civil. Por exemplo, os estatutos que regem os sistemas de direito civil da Suécia e de outros países nórdicos e dos países romano-holandeses não são agrupados em códigos maiores e expansivos como os da lei francesa e alemã.

## Subgrupos
O termo civil law vem do conhecimento jurídico inglês e é usado em países de língua inglesa para agrupar todos os sistemas jurídicos da tradição jus commune. No entanto, comparativistas jurídicos e economistas que promovem a teoria das origens jurídicas preferem subdividir as jurisdições de direito civil em quatro grupos distintos:
- Napoleônico: França, Itália, Neerlândia, Espanha, Chile, Bélgica, Luxemburgo, Portugal, Brasil, México, outros países da CPLP , Macau, antigos territórios portugueses na Índia (Goa , Damão e Diu e Dadra e Nagar Haveli), Malta, Romênia, e a maior parte do mundo islâmico (Argélia, Tunísia, Egito, Líbano, etc.) quando a lei islâmica não é usada. As ex-colônias incluem Quebec (Canadá) e Louisiana (EUA).[14]
  - O Código Chileno é uma obra original do jurista e legislador Andrés Bello. Tradicionalmente, o Código Napoleônico tem sido considerado a principal fonte de inspiração para o Código Chileno. No entanto, isso é verdade apenas em relação ao direito das obrigações e ao direito das coisas (exceto quanto ao princípio da abstração), enquanto não é verdade em matéria de família e sucessões. Este código foi adotado integralmente pelo Equador, El Salvador, Nicarágua, Honduras, Colômbia, Panamá e Venezuela (embora apenas por um ano). Segundo outros especialistas sul-americanos da época, como Augusto Teixeira de Freitas (autor do "Esboço de um Código Civil para o Brasil") ou Dalmacio Vélez Sársfield (autor principal do Código Civil Argentino), é a mais importante realização jurídica da América do Sul.[14]
  - Camarões, uma ex-colônia da França e do Reino Unido, é bijurídica/mista.[14]
- Germânica : Alemanha, Áustria, Suíça, Letônia, Estônia, Roman-holandês, República Tcheca, Rússia, Lituânia, Croácia, Hungria, Sérvia, Eslovênia, Eslováquia, Bósnia e Herzegovina, Grécia, Ucrânia, Turquia, Japão, Coreia do Sul, Taiwan e Tailândia.[14]
  - A África do Sul, ex-colônia dos Países Baixos e mais tarde do Reino Unido, foi fortemente influenciada por colonos ingleses e, portanto, é bijurídica/mista.[14]
- Nórdicos : Dinamarca, Finlândia, Islândia, Noruega e Suécia.[14]
- Chinês (exceto Hong Kong e Macau) é uma mistura de direito civil e direito socialista. Atualmente, as leis chinesas absorvem algumas características do sistema de common law, especialmente aquelas relacionadas a transações comerciais e internacionais. Hong Kong, embora parte da China, usa a lei comum. A Lei Básica de Hong Kong garante o uso e o status da lei comum em Hong Kong. Macau continua a ter um sistema jurídico português de direito civil.[14]

No entanto, alguns desses sistemas jurídicos são frequentemente e mais corretamente considerados de natureza híbrida:
Influência napoleônica a germânica : O código civil italiano de 1942 substituiu o original de 1865, introduzindo elementos alemães como resultado de sua aliança com o Eixo da Segunda Guerra Mundial. Esta abordagem foi imitada por outros países, incluindo Portugal (1966), Holanda (1992), Brasil (2002) e Argentina (2014). A maioria deles possui inovações introduzidas pela legislação italiana, incluindo a unificação dos códigos civil e comercial.
Influência germânica a napoleônica : O código civil suíço é considerado principalmente influenciado pelo código civil alemão e parcialmente influenciado pelo código civil francês. O código civil da República da Turquia é uma versão ligeiramente modificada do código suíço, adotado em 1926 durante a presidência de Mustafa Kemal Atatürk como parte das reformas progressivas e secularização do governo.
Alguns sistemas de direito civil não se encaixam perfeitamente nessa tipologia, no entanto. O direito polonês desenvolveu-se como uma mistura do direito civil francês e alemão no século XIX. Após a reunificação da Polônia em 1918, cinco sistemas jurídicos (Código Napoleônico francês do Ducado de Varsóvia, BGB alemão da Polônia Ocidental, código civil austríaco do sul da Polônia, lei russa da Polônia Oriental e lei húngara de Spisz e Orawa) foram fundidos em 1. Da mesma forma, a lei holandesa, embora originalmente codificada na tradição napoleônica, foi fortemente alterada sob a influência da tradição nativa holandesa da lei romano-holandesa (ainda em vigor em suas antigas colônias). A tradição do direito civil da Escócia emprestou-se fortemente do direito romano-holandês. A lei suíça é categorizada como germânica, mas foi fortemente influenciada pela tradição napoleônica, com alguns elementos indígenas adicionados também.
O direito privado da Louisiana é principalmente um sistema napoleônico. A Louisiana é o único estado dos EUA cuja lei civil privada é fortemente baseada nos códigos francês e espanhol, em oposição à lei comum inglesa. Na Louisiana, o direito privado foi codificado no Código Civil da Louisiana. A lei atual da Louisiana convergiu consideravelmente com a lei americana, especialmente em seu direito público, sistema judicial e adoção do Código Comercial Uniforme (exceto o artigo 2) e certos dispositivos legais da lei comum americana. De fato, qualquer inovação, seja privada ou pública, foi decididamente de origem de direito comum.
O direito do Quebec, cujo direito privado também é de origem civil francesa, desenvolveu-se na mesma linha, adaptando-se da mesma forma que a Louisiana ao direito público e ao sistema judicial do direito consuetudinário canadense. Em contraste, o direito privado de Quebec inovou principalmente a partir de fontes civis. Em menor grau, outros estados que faziam parte do Império Espanhol, como Texas e Califórnia, também mantiveram aspectos do direito civil espanhol em seu sistema legal, por exemplo, propriedade comunitária. O sistema jurídico de Porto Rico exibe semelhanças com a de Louisiana: um código civil cujas interpretações se baseiam nos sistemas de direito civil e comum. Como o Código Civil de Porto Rico é baseado no Código Civil Espanhol de 1889, a jurisprudência disponível tende a se basear em inovações do direito comum devido à idade do código e, em muitos casos, à natureza obsoleta.
Vários países islâmicos têm sistemas de direito civil que contêm elementos da lei islâmica.  Como exemplo, o Código Civil Egípcio de 1810 que se desenvolveu no início do século XIX- que permanece em vigor no Egito é a base para a lei civil em muitos países do mundo árabe onde a lei civil é usada - baseia-se sobre o Código Napoleônico, mas seu principal autor Abd El-Razzak El-Sanhuri tentou integrar princípios e características da lei islâmica em deferência às circunstâncias únicas da sociedade egípcia.

O Código Civil Japonês é considerado uma mistura de aproximadamente 60% do código civil alemão, cerca de 30% do código civil francês, 8% do direito consuetudinário japonês e 2% do direito inglês. Em relação a este último, o código empresta a doutrina de ultra vires e o precedente de Hadley v Baxendale do sistema de direito consuetudinário inglês:
De origem anglo-saxônica, a teoria ultra vires societatis (além do conteúdo da sociedade) dispõe que, se o administrador, ao praticar atos de gestão, violar o objeto social delimitado no ato constitutivo, este ato não poderá ser imputado à sociedade. Desta feita, a sociedade fica isenta de responsabilidade perante terceiros, salvo se tiver se beneficiada com a prática do ato, quando então, passará a ter responsabilidade na proporção do benefício auferido.
Hadley & Anor v Baxendale & Ors (1854), EWHC J70, é um dos principais casos de direito contratual inglês. Estabelece a regra principal para determinar danos consequentes de uma quebra de contrato : a parte inadimplente é responsável por todas as perdas que as partes contratantes deveriam ter previsto, mas não é responsável por quaisquer perdas que a parte inadimplente não poderia ter previsto nas informações disponíveis para ele.